# Friedrich Ferdinand Jakob du Moulin
Friedrich Ferdinand Jakob (Jacobus) du Moulin (auch: Dumoulin, * 13. Oktober 1776 in Den Haag; † 16. Juni 1845 in Berlin) war ein preußischer General der Infanterie und Kommandant der Festung Luxemburg. Nach ihm ist das Fort Du Moulin der Festung Luxemburg benannt.

## Leben

### Herkunft
Sein Großvater Ferdinand Theophile du Moulin (1688–1730) starb als Kommandant der Festung Namur, dessen Bruder war der preußische General Peter du Moulin.
Seine Eltern waren Karl Dietrich du Moulin (* 30. Juli 1727; † 21. März 1793) und dessen zweite Ehefrau Johanna Hildegarde, geborene van der Sluys (* 19. Dezember 1739 in Hoogly, Bengalen; † 25. Februar 1813). Der Vater war holländischer Generalleutnant, Chef des Mineurkorps, Direktor der Festung und Gouverneur von Sluis.

### Militärkarriere
Moulin wurde am 13. Oktober 1790 als Kadett zum holländischen Mineurkorps. Am 30. Juli 1792 ging er zur Marine, aber am 10. November 1792 wurde er Fähnrich im Infanterie-Regiment „Westerloo“. Während des Ersten Koalitionskrieges kämpfte er in den Niederlanden bei der Belagerung von Breda sowie den Gefechten bei Lincelles und Warwick. In der Zeit wurde er am 20. Februar 1794 Leutnant in der holländischen Garde. Im Jahr 1796 verließ er die holländischen Dienste und wechselte in die Preußische Armee, wo Moulin am 6. September 1797 als Sekondeleutnant im Infanterieregiment „von Hessen-Kassel“ angestellt wurde.
Im Vierten Koalitionskrieg in der Schlacht bei Auerstedt durch einen Schuss in den linken Schenkel schwer verletzt, wurde er nach dem Frieden von Tilsit am 19. Mai 1808 in das 1. Ostpreußische Infanterie-Regiment Nr. 1 und am 6. November 1808 zum Premierleutnant befördert. Am 25. März 1809 folgte mit einem Gehalt von 600 Talern und drei Rationen seine Versetzung als Adjutant in den Generalstab. Da seine bei Auerstedt erlittenen Verwundungen nicht heilten, bekam Moulin am 31. Mai 1809 einen Vorspannpaß für drei Pferde und zwanzig Friedrichsdors, um in Bad Landeck und Teplitz zu kuren. Am 4. November 1809 kam er dann als Stabskapitän in den Generalstab nach Königsberg (Preußen). Doch seine Verletzung plagte ihn weiter und so erhielt Moulin am 11. Mai 1810 erneut Urlaub, um nach Landeck zu gehen. Ab dem 23. Mai 1810 bekam er sein ganzes Gehalt für seinen Urlaub. Da keine Besserung eintrat, wurde er am 29. November 1810 als Postmeister nach Kolberg versetzt und erhielt am 2. Dezember 1810 den Charakter als Major. Außerdem wurde ihm am 12. April 1811 die Genehmigung zum Tragen seiner alten Armeeuniform erteilt.
Kolberg war einer der zwei für Preußen zugänglichen Häfen. In der Zeit führte Moulin die Kommunikation mit den Engländern und organisierte den Nachschub für die Truppen. Im Vorfeld der Befreiungskriege wurde er auf Betreiben von Scharnhorst am 8. März 1813 zum Major befördert und mit der Wahrnehmung der Geschäfte als Kommandant der Stadt beauftragt. Im November 1813 bekam er das Eiserne Kreuz am Weißen Band II. Klasse. Am 27. Dezember 1813 kam er als Generalstabsoffizier zum Generalleutnant von Bülow und am 6. August 1814 kommandierte man ihn als Verbindungsoffizier nach Den Haag. Während des Feldzuges nahm Moulin an der Belagerung von Longwy teil. Am 30. März 1815 wurde er wieder in den Generalstab versetzt und kam am 15. April 1815 als Kommandant in die Festung Luxemburg. Dort wurde er am 3. Oktober 1815 Oberstleutnant und erhielt am 18. Juni 1816 das Eiserne Kreuz I. Klasse sowie den Orden des Heiligen Wladimir III. Klasse. Gouverneur der Festung wurde der Generalleutnant Prinz Ludwig von Hessen-Homburg. Moulin blieb für fast 30 Jahre dort Kommandant und verstand sich gut mit der Bevölkerung und den Behörden.
Am 18. April 1817 wurde er dem Generalstab aggregiert und am 18. Januar 1818 mit dem Roten Adlerorden III. Klasse ausgezeichnet. Moulin avancierte am 19. September 1818 zum Oberst sowie am 30. März 1829 zum Generalmajor. Am 13. April 1831 bekam er den Militär-Wilhelms-Orden III. Klasse, am 6. September 1835 das Kommandeurskreuz des niederländischen Militär-Verdienstorden. Am 30. März 1839 wurde er zum Generalleutnant befördert und anlässlich seines 50-jährigen Dienstjubiläums mit dem Roten Adlerorden I. Klasse mit Eichenlaub ausgezeichnet. Nachdem Moulin am 18. Juni 1842 das Großkreuz des Ordens der Eichenkrone erhalten hatte, wurde ihm am 11. August 1842 der Abschied mit der gesetzlichen Pension genehmigt. Am 22. Februar 1844 erhielt er noch den Charakter als General der Infanterie.
Seine Wunde aus der Schlacht bei Auerstedt nötigte Moulin im folgenden Jahr zu einer Operation, bei der er am 16. Juni 1845 verblutete und daraufhin verstarb. Er wurde am 21. Juni 1845 auf dem Invalidenfriedhof beigesetzt.
In seiner Beurteilung aus dem Jahr 1804 heißt es: „Von Sitten gut, bestrebt sich eifrig auf den Dienst, hat Mathematik, Geometrie und Planzeichnung erlernt, spricht französisch, holländisch und englisch“.

### Familie
Moulin heiratete am 4. Januar 1813 in Deutsch-Kessel (Kreis Grünberg) Johanna Karoline Sophie von Bojanowski (* 21. Oktober 1792; † 30. April 1847). Seine Frau wurde am 4. Mai 1847 ebenfalls auf dem Invalidenfriedhof beigesetzt.